# Eppe de Haan
Eppe de Haan (Arnhem, 5 november 1949) is een Nederlandse beeldhouwer en schilder.

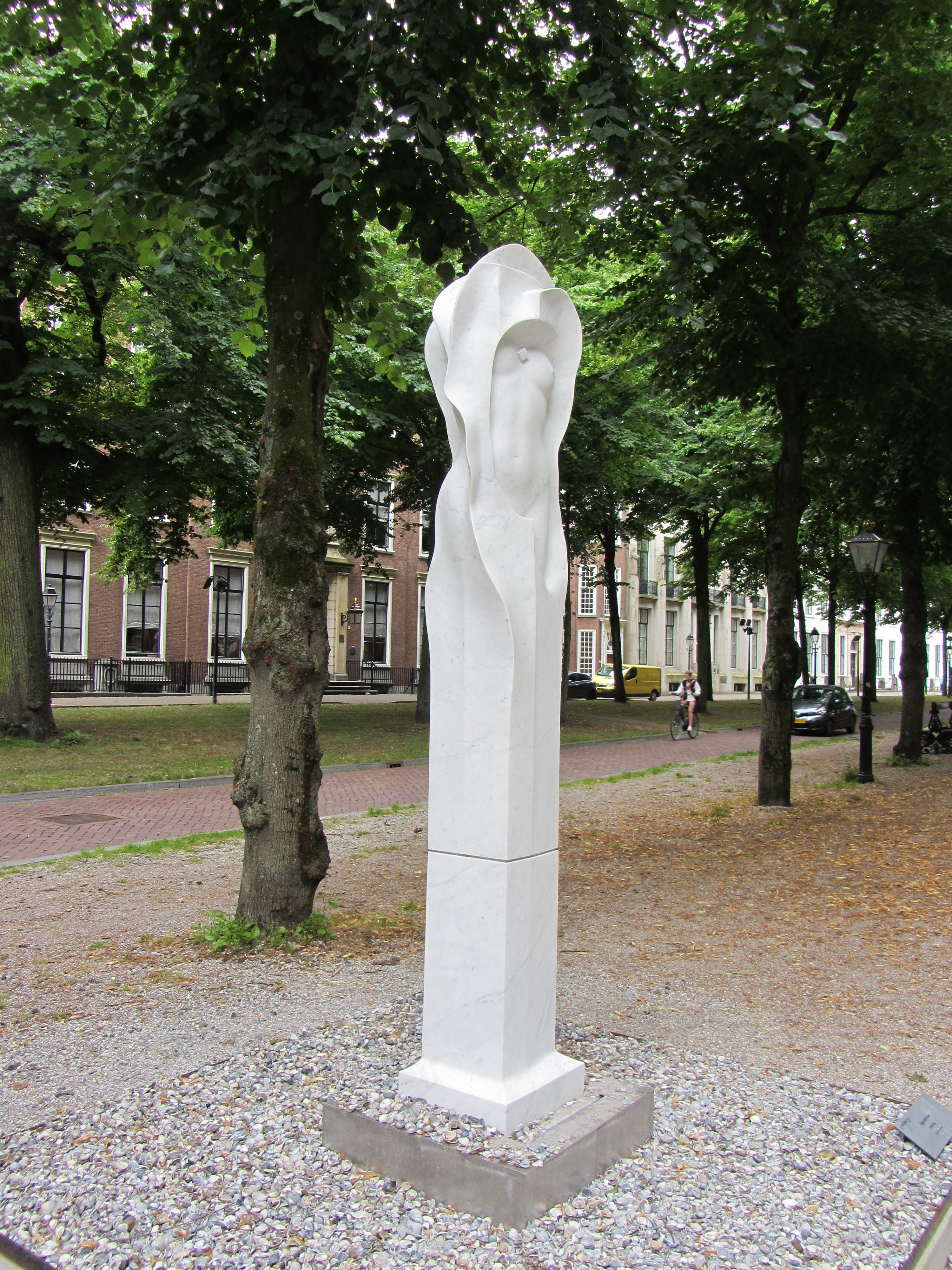
Searching van Eppe de Haan

## Leven en werk
De Haan volgde een opleiding aan de Koninklijke Academie van Beeldende Kunsten in Den Haag (1969-1974). Na zijn studie was hij werkzaam als schilder. In 1978 ontving hij de Prijs voor Jonge Schilders. In 1992 maakte hij de overstap naar het beeldhouwen. Sinds 1993 werkt hij in het Italiaanse Pietrasanta, waar hij zich bekwaamde in het werken in Carrara marmer. Hij maakt daarnaast ook bronzen sculpturen.
In 2018 had De Haan een grote tentoonstelling in Huygens' Hofwijck in Voorburg.